# 勝下
勝下（かつおり）とは、茨城県鉾田市にある地名。

## 地理
鉾田市の東部（旧鉾田町の東部、旧旭村の南部）に位置する。
東側は鹿島灘（太平洋）に接している。

## 歴史
- 戦国時代 - 既に勝下の地名が見える[1]。
- 江戸時代 - 当時は半農半漁の村。漁民が漁期を過ごすための漁小屋が浜辺に並び、こちらは納屋集落と呼ばれた[1]。
- 天保以降 - 勝下新田村を分村[1]。
- 1889年（明治22年）4月1日 - 町村制施行により、勝下村は勝下新田村・樅山村・滝浜村・柏熊新田・柏熊村・安房村と合併し鹿島郡諏訪村が発足、当村は諏訪村の大字となる[1]。
- 1891年（明治24年） - 当時の世帯数・人口、95戸・590人[1]
- 1924年（大正13年）5月20日 - 鹿島軌道の鉾田 - 子生間開業により、当地内に勝下駅を開設[2]。
- 1930年（昭和5年）5月21日 - 鹿島軌道全線廃止により、勝下駅廃止[2]。
- 1955年（昭和30年）3月3日 - 諏訪村は夏海村・大谷村と合併し、鹿島郡旭村が発足、勝下は旭村の大字となる[1]。
- 1955年（昭和30年）3月3日 - 冷水の一部を編入[1]。
- 2005年（平成17年）10月11日 - 旭村は鉾田町・大洋村と合併し、鉾田市が発足、鉾田市勝下となる。

### 村域の変遷
| 1868年 以前 | 1868年 以前  | 明治22年 4月1日 | 昭和30年 | 昭和30年 | 平成17年 10月11日 | 現在   |
| 1868年 以前 | 1868年 以前  | 明治22年 4月1日 | 3月3日   | 8月      | 平成17年 10月11日 | 現在   |
| ----------- | ------------ | --------------- | -------- | -------- | ----------------- | ------ |
|             | 勝下村       | 諏訪村          | 旭村     | 旭村     | 鉾田市            | 鉾田市 |
|             | 勝下新田村   | 諏訪村          | 旭村     | 旭村     | 鉾田市            | 鉾田市 |
|             | 滝浜村       | 諏訪村          | 旭村     | 旭村     | 鉾田市            | 鉾田市 |
|             | 安房村       | 諏訪村          | 旭村     | 旭村     | 鉾田市            | 鉾田市 |
|             | 鉾田町に編入 | 諏訪村          | 旭村     |          | 鉾田市            | 鉾田市 |
|             | 柏熊村       | 諏訪村          | 旭村     |          | 鉾田市            | 鉾田市 |
|             | 旭村         | 諏訪村          | 旭村     |          | 鉾田市            | 鉾田市 |
|             | 柏熊新田     | 諏訪村          | 旭村     |          | 鉾田市            | 鉾田市 |
|             | 樅山村       | 諏訪村          | 旭村     |          | 鉾田市            | 鉾田市 |

### 町名の変遷
| 実施後               | 実施年月日     | 実施前（各町名ともその一部） |
| -------------------- | -------------- | ---------------------------- |
| 鹿島郡諏訪村大字勝下 | 1889年4月1日   | 茨城県鹿島郡勝下村           |
| 鹿島郡旭村大字勝下   | 1955年3月3日   | 鹿島郡諏訪村大字勝下         |
| 鉾田市勝下           | 2005年10月11日 | 鹿島郡旭村大字勝下           |

### 村名の由来
古くは賀蘇理（カソリ）と呼ばれ、カソリはサソリ、サスアリ（刺蛾）を指すとの説がある。

## 施設
- 八坂神社
- 天台宗松光院[1]
  - （明治期には、寺院は他に福性院、東光院、常福院が存在した[1]。）